# Льгота-Велька (Лодзинське воєводство)
Льгота-Велика (пол. Lgota Wielka) — село в Польщі, у гміні Льгота-Велька Радомщанського повіту Лодзинського воєводства.
Населення — 628 осіб (2011).
У 1975-1998 роках село належало до Пйотрковського воєводства.

## Демографія
Демографічна структура станом на 31 березня 2011 року:
|          | Загалом | Допрацездатний вік | Працездатний вік | Постпрацездатний вік |
| -------- | ------- | ------------------ | ---------------- | -------------------- |
| Чоловіки | 308     | 58                 | 219              | 31                   |
| Жінки    | 320     | 70                 | 193              | 57                   |
| Разом    | 628     | 128                | 412              | 88                   |